# Рифат, Октай
Октай Рифат (Oktay Rifat) (полное имя — Октай Рифат Хорозджу) (1914—1988) — турецкий поэт и драматург. Один из основоположников новой поэзии в Турции. 
Родился в городе Трабзон. Учился на юридическом факультете Анкарского университета. Затем учился во Франции на факультете политических знаний Парижского университета. Возвратившись на родину, работал в департаменте печати. Октай Рифат — автор ряда пьес. Значительное внимание он уделял переводам европейских поэтов.

## Сочинения
- Стихи о жизни, смерти, любви и бродяжничестве (1945)
- Ода красоте (1945)
- Вниз, вверх (1952)
- Ворон и лисица (1954)
- Лестница влюбленного (1958)
- Руки есть у свободы (1966)
- Стихотворения (1969)
- Новые стихотворения (1973)

## Переводы на русский язык
- Из современной турецкой поэзии. М.: Прогресс, 1975. — С.77-176.